# Quảng trường SNP ở Bratislava
Quảng trường SNP (tiếng Slovakia: Námestie SNP) hay Quảng trường Khởi nghĩa Quốc gia Slovakia (Námestie Slovenského národného povstania) là một trong những quảng trường lịch sử tọa lạc ở thủ đô Bratislava của Slovakia.

## Vị trí
Quảng trường SNP tọa lạc ở giữa hai quảng trường công cộng khác ở Phố cổ Bratislava (Hurbanovo námestie và Kamenné námestie), cũng như tiếp giáp với 2 đường phố (Obchodná và Michalská). Đây là một trong những khu vực lý tưởng dành cho người đi bộ, vì có rất ít phương tiện giao thông cơ giới qua lại.
Bên cạnh đó, xung quanh quảng trường SNP có một số địa danh và di tích văn hóa đáng chú ý, chẳng hạn như: tòa nhà Bưu điện chính (hay Cung điện Bưu điện), Cửa hàng bách hóa Manderlák (tòa nhà cao tầng đầu tiên ở Bratislava với 11 tầng), hay tòa nhà trụ sở của Bộ Văn hóa Cộng hòa Slovakia.

## Lịch sử
Quảng trường SNP được xây dựng lại vào năm 2006. Công việc tái thiết quảng trường chủ yếu là thay thế các đường ray xe điện cũ, các mặt đường nhựa và vỉa hè bằng vật liệu lát đường chất lượng cao.

## Hình ảnh

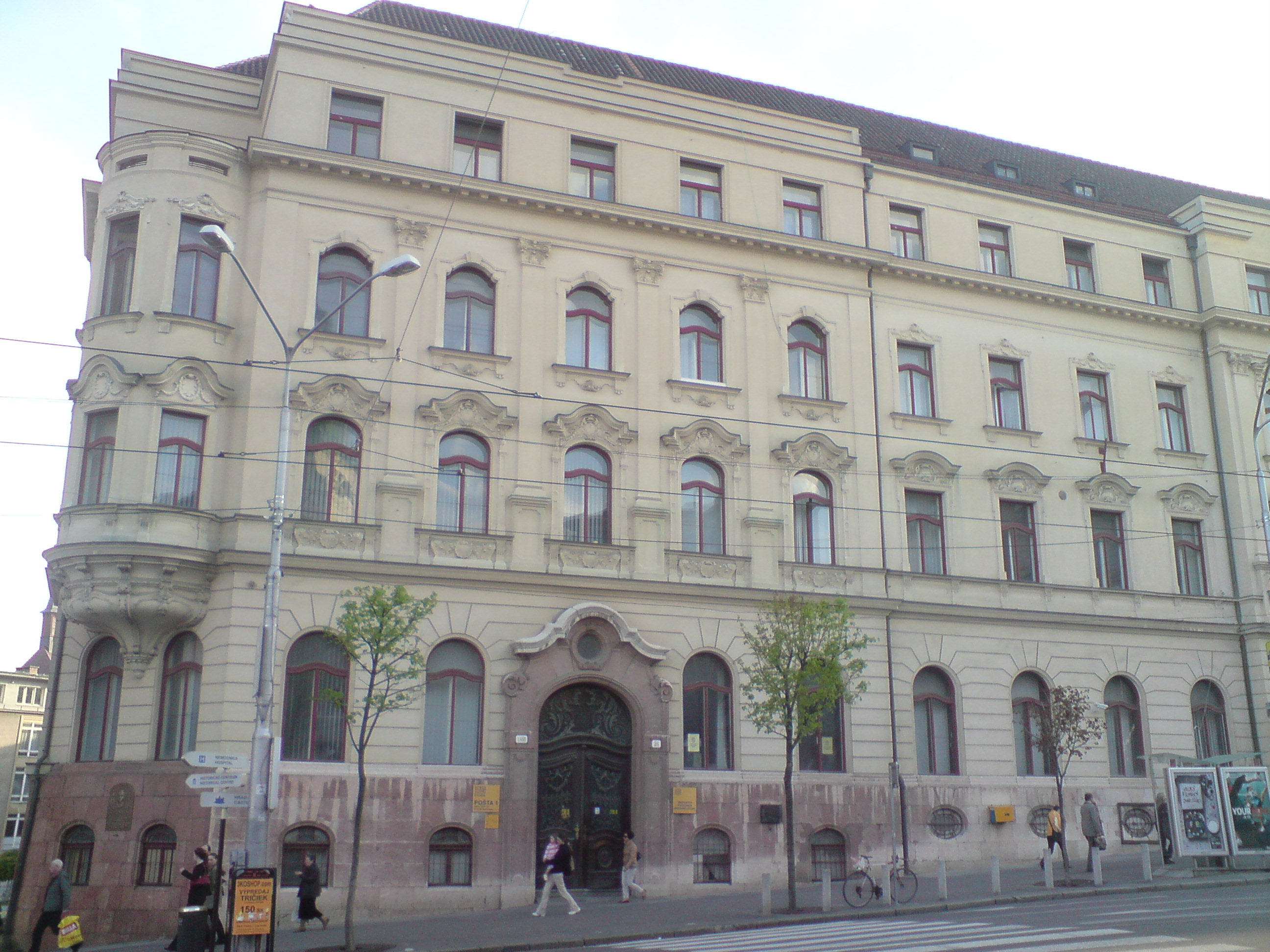
Tòa nhà Bưu điện chính
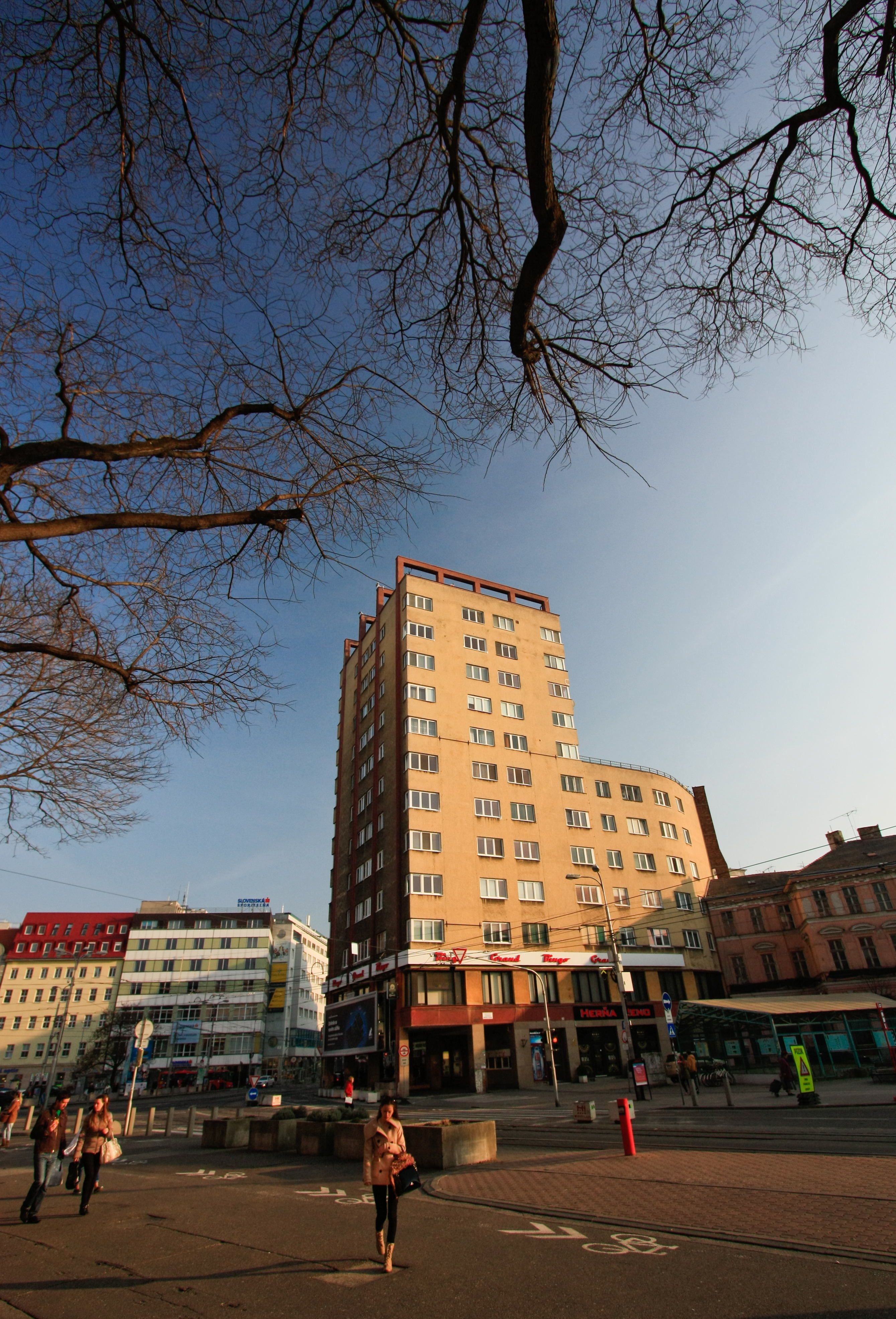
Cửa hàng bách hóa Manderlák
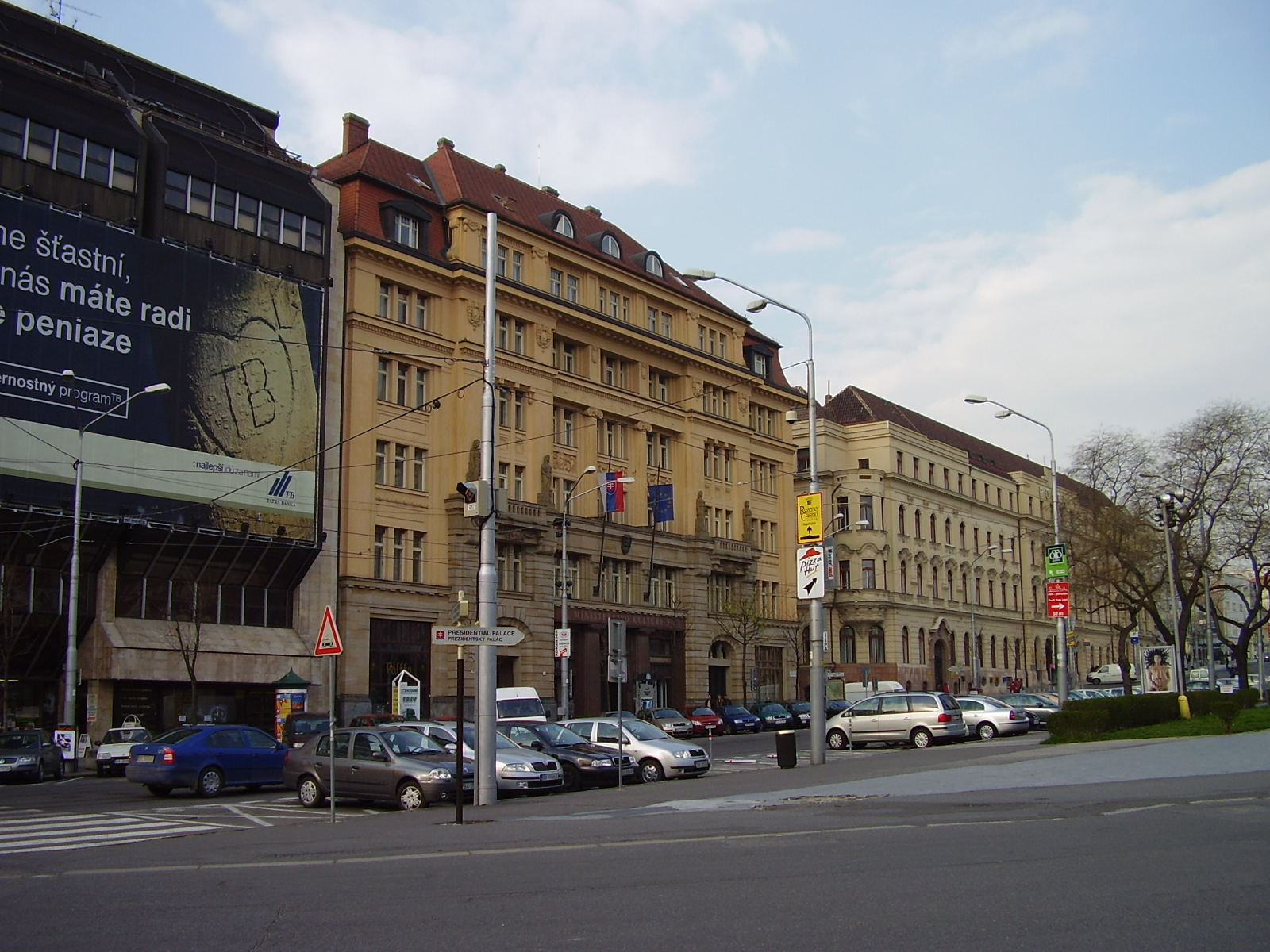
Tòa nhà trụ sở của Bộ Văn hóa Cộng hòa Slovakia